# Vụ đánh bom tự sát Lahore 2016
Vào ngày 27 tháng 3 năm 2016, ít nhất 70 người đã thiệt mạng sau một vụ tấn công tự sát ở cổng chính của công viên Gulshan-e-Iqbal, một trong những công viên lớn nhất trong thành phố Lahore của Pakistan. Với hơn 370 trường hợp thương vong, nó được xem là vụ tấn công đẫm máu nhất từng xảy ra ở Lahore. Một quả bom đã phát nổ nhắm mục tiêu là các Kitô hữu đang cử hành Lễ Phục Sinh và hầu hết nạn nhân là phụ nữ và trẻ em.